# Pero lustraria
Pero lustraria är en fjärilsart som beskrevs av Achille Guenée 1858. Pero lustraria ingår i släktet Pero och familjen mätare. Inga underarter finns listade i Catalogue of Life.